# Paraguas (manzana)
Paraguas es el nombre de una variedad cultivar de manzano (Malus domestica). Esta manzana está cultivada en diversos viveros entre ellos algunos dedicados a conservación de árboles frutales en peligro de desaparición. Esta manzana es originaria del Principado de Asturias, donde tuvo su mejor época de cultivo comercial en la década de 1960, y actualmente en menor medida aún se encuentra.

## Sinónimos
- "Manzana Paraguas",[5][7][8]

## Historia
Asturias presenta unas condiciones de clima y de suelos excelentes para el cultivo del manzano. De hecho, hasta mediados del siglo XX Asturias era la mayor productora de manzana de toda la península ibérica. Sin embargo, esa situación cambió como consecuencia de la aparición de nuevas zonas de cultivo en el nordeste peninsular y, sobre todo, a que en Asturias no se concretaron canales de comercialización adecuados.
'Paraguas' es una variedad de manzana culivada en el Principado de Asturias, que lleva el nombre de la localidad Toreno en el El Bierzo Provincia de León. El cultivo del manzano en Asturias en superficies importantes se remonta a principios del siglo XX. Las plantaciones originales se realizaron con variedades indígenas ('Amandi', 'Carapanón', 'Chata Blanca', 'Reineta Caravia', 'Reineta Encarnada de Asturias' y otras), posteriormente se dio paso a otras variedades extranjeras como la 'Reineta de Canadá' que es la más cultivada actualmente en 2020.
'Paraguas' está considerada incluida en las variedades locales autóctonas muy antiguas, cuyo cultivo se centraba en comarcas muy definidas. Se caracterizaban por su buena adaptación a sus ecosistemas y podrían tener interés genético en virtud de su adaptación. Se encontraban diseminadas por todas las regiones fruteras españolas, aunque eran especialmente frecuentes en la España húmeda. Estas se podían clasificar en dos subgrupos: de mesa y de sidra (aunque algunas tenían aptitud mixta).
'Paraguas' es una variedad mixta, clasificada como de mesa, también se utiliza en la elaboración de sidra; difundido su cultivo en el pasado por los viveros comerciales y cuyo cultivo en la actualidad se ha reducido a huertos familiares y jardines privados.

## Características
El manzano de la variedad 'Paraguas' tiene un vigor Medio; florece a inicios de mayo; tubo del cáliz ancho o estrecho y de forma cónica, y con los estambres situados en su mitad.
La variedad de manzana 'Paraguas' tiene un fruto de tamaño pequeño a grande; forma variada, oval, cónico-truncada o bien esférica aplastada por los dos polos, a veces con visible acostillado, y con contorno irregular; piel fuerte, brillante; con color de fondo amarillo verdoso, siendo el color del sobre color rojo, importancia del sobre color medio, siendo su reparto en chapa / salpicaduras, con chapa amplia en zona de insolación de rojo vivo en forma de salpicaduras o bien uniforme, acusa punteado verdoso sobre el fondo y ruginoso aureolado de rojo sobre la chapa, y una sensibilidad al "russeting" (pardeamiento áspero superficial que presentan algunas variedades) media; pedúnculo de medio a largo, más ancho en sus extremos, un poco curvado, leñoso y rojizo, anchura de la cavidad peduncular es medianamente estrecha, profundidad de la cavidad pedúncular de profundidad poco profunda, con pequeñas gibosidades laterales hacia el fondo, bordes irregularmente ondulados, y con importancia del "russeting" en cavidad peduncular muy débil; anchura de la cavidad calicina mediana o estrecha, profundidad de la cav. calicina poco profunda, y de bordes marcadamente ondulados formando mamelones que, a lo largo del fruto, se hacen en suave acostillado, y de la importancia del "russeting" en cavidad calicina débil; ojo cerrado, abierto o entreabierto, con frunce marcado a su alrededor; sépalos compactos en su base o agrietados de puntas partidas.
Carne de color blanco con fibras amarillas o crema con reflejo amarillo y más intenso hacia la epidermis; textura crujiente, y algo harinosa, aromática; sabor característico de la variedad, dulzón; corazón más bien desplazado hacia el pedúnculo, con ausencia de líneas que lo enmarcan o solo visibles en un lado. Eje cerrado o semiabierto. Celdas arriñonadas, anchas, más o menos grandes, cartilaginosas, y con rayas lanosas. Semillas normales.
La manzana 'Paraguas' tiene una época de maduración y recolección tardía en el otoño-invierno, se recolecta desde mediados de octubre hasta mediados de noviembre, madura durante el invierno aguanta varios meses más. Tiene uso mixto pues se usa como manzana de mesa fresca, y también como manzana para elaboración de sidra.